# Mesolongi

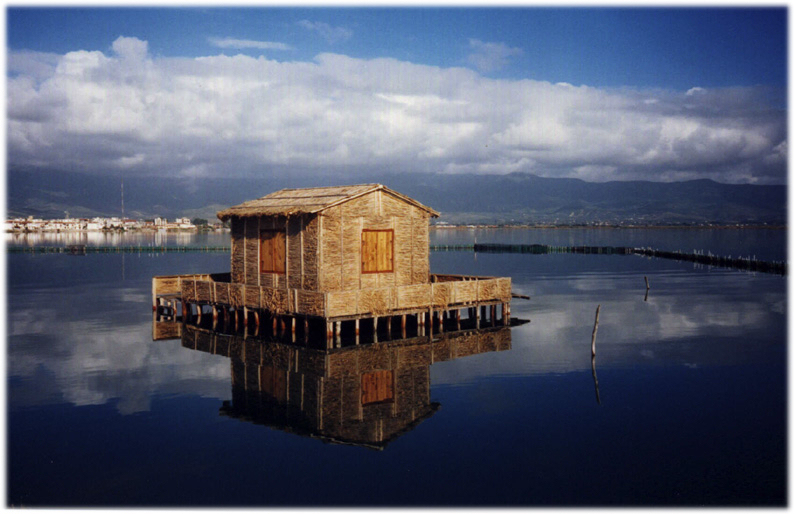
Traditionellt hus på pålar

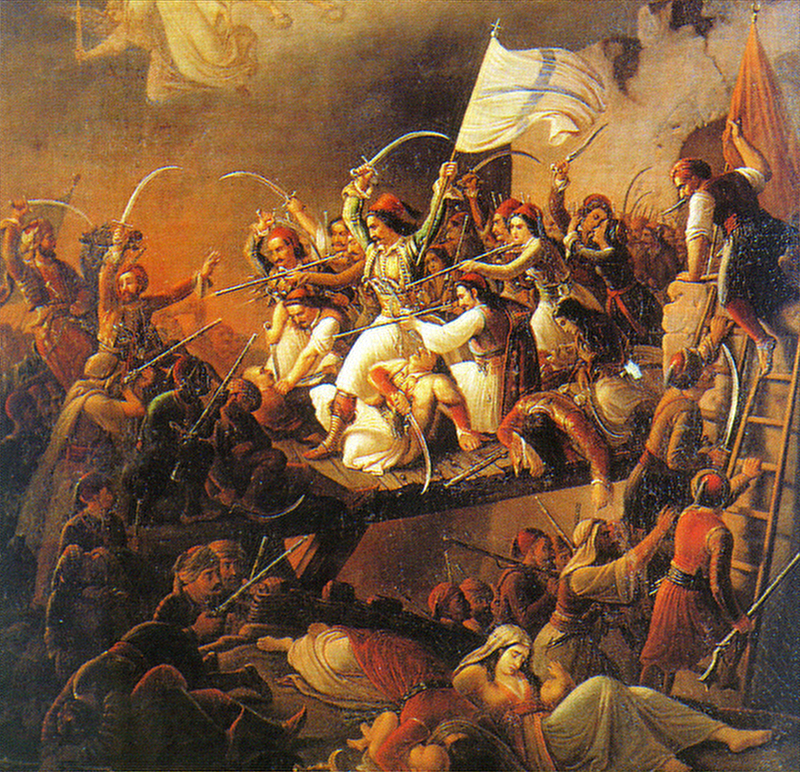
Tredje belägringen av Mesolongi

Mesolongi (grekiska:  Μεσολόγγι), med andra stavningar: Messolongi, Messolonghi, Missolonghi, Missolunghi, Mesolongion, är en stad i kommunen Dimos Missolonghi i Grekland. Staden har en fästning och är huvudstad i den grekiska prefekturen Aitolien och Akarnanien norr om inloppet till Patrasviken. Staden ligger i regionen Västra Grekland och har cirka 13 000 invånare (2019).
Staden ligger i en sumpig trakt. Från sjösidan försvarades det av två fort.

## Mesolongi under grekiska frihetskriget
Mesolongi är känt genom den tapperhet, varmed grekerna under det grekiska frihetskriget försvarade staden mot turkarna. I slutet av 1822 måste staden under Alexandros Maurokordatos och Markos Botzaris uthärda två månaders belägring av den albanske generalen Omer Vrioni. Mesolongi befästes därefter starkare liksom de båda forten Vasiliades och Anatclikon och motstod i slutet av 1823 åter flera månaders belägring till lands och sjöss. I slutet av april 1825 lade sig seriaskeren Reşid Mehmed Pasha med 35 000 man framför Mesolongi, som försvarades av den gamle Nothi Botzaris, Markos Botzaris farbror, med omkring 4 000 man, och 10 juli blev fästningen även innesluten av en turkisk flotta av tio krigsskepp. Alla angrepp var dock fruktlösa, och även sedan Ibrahim Pascha 7 januari 1826 med en egyptisk här på 9 000 man på sultanens begäran slutit sig till belägringshären, förmådde denna ingenting uträtta. Endast den yttersta brist på livs- och krigsförnödenheter nödgade besättningen att natten emellan 22 och 23 april 1826 göra ett försök att slå sig igenom belägringshären. Endast en del lyckades; många av dem, som tillbakaträngdes, sprängde sig själva i luften liksom de inträngande egypterna och turkarna. 14 maj 1828 utrymde turkarna fästningen åt grekerna. Många av Greklands frihetskämpar ligger begravna i Mesolongi, och till minnet av Lord Byron, som dog där 19 april 1824, restes 1881 ett monument.